# Fatimakirche (Tirschenreuth)

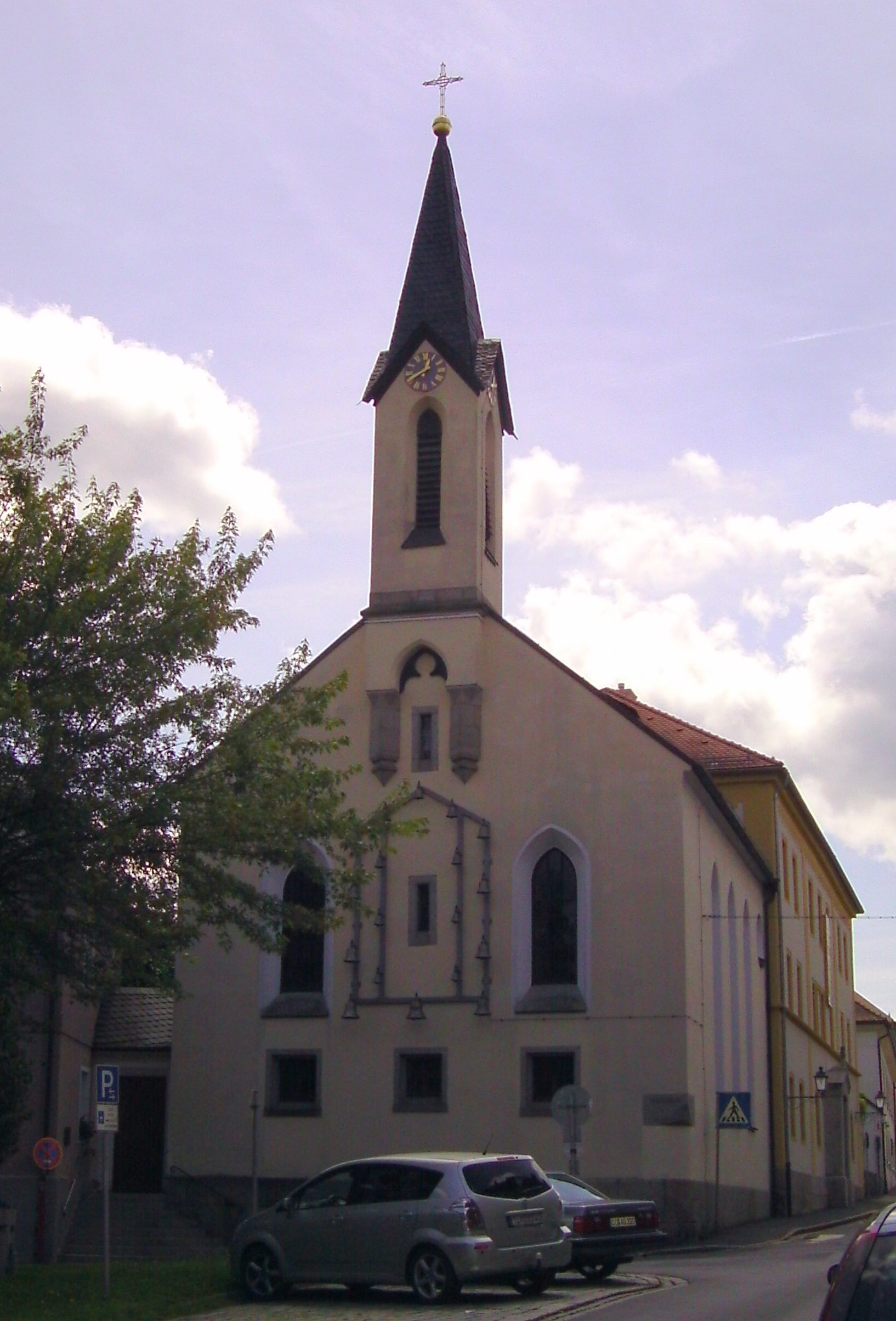
Fatimakirche am Luitpoldplatz

Die Fatimakirche (ehemals Klosterkirche Sankt Kunigund) ist eine kleine Kirche in der Oberpfälzer Kreisstadt Tirschenreuth im Bistum Regensburg. Sie wurde zwischen 1855 und 1858 für das Kloster der Armen Schulschwestern von Unserer Lieben Frau von Alois Hörmann errichtet.

## Geschichte
Da die Armen Schulschwestern 1979 das Kloster in Tirschenreuth aufgaben, wurde die Kirche bis 1987 im neugotischen Stil renoviert und anschließend in Fatimakirche umbenannt.
In der Mitte des Altars steht die Muttergottes, umgeben von den Statuen des Königspaares Heinrich II. und Kunigunde. An der Decke der Kirche wurde das Gemälde des Heilands wieder freigelegt. An den Seiten sind Augustinus,  die Gründerin der Armen Schulschwestern, Karolina Gerhardinger, der Bischof Georg Michael Wittmann und der Pater Liberat Weiß zu sehen. Im Jahr 1997 wurde an der Nordseite ein Glockenspiel angebracht.

## Glockenspiel

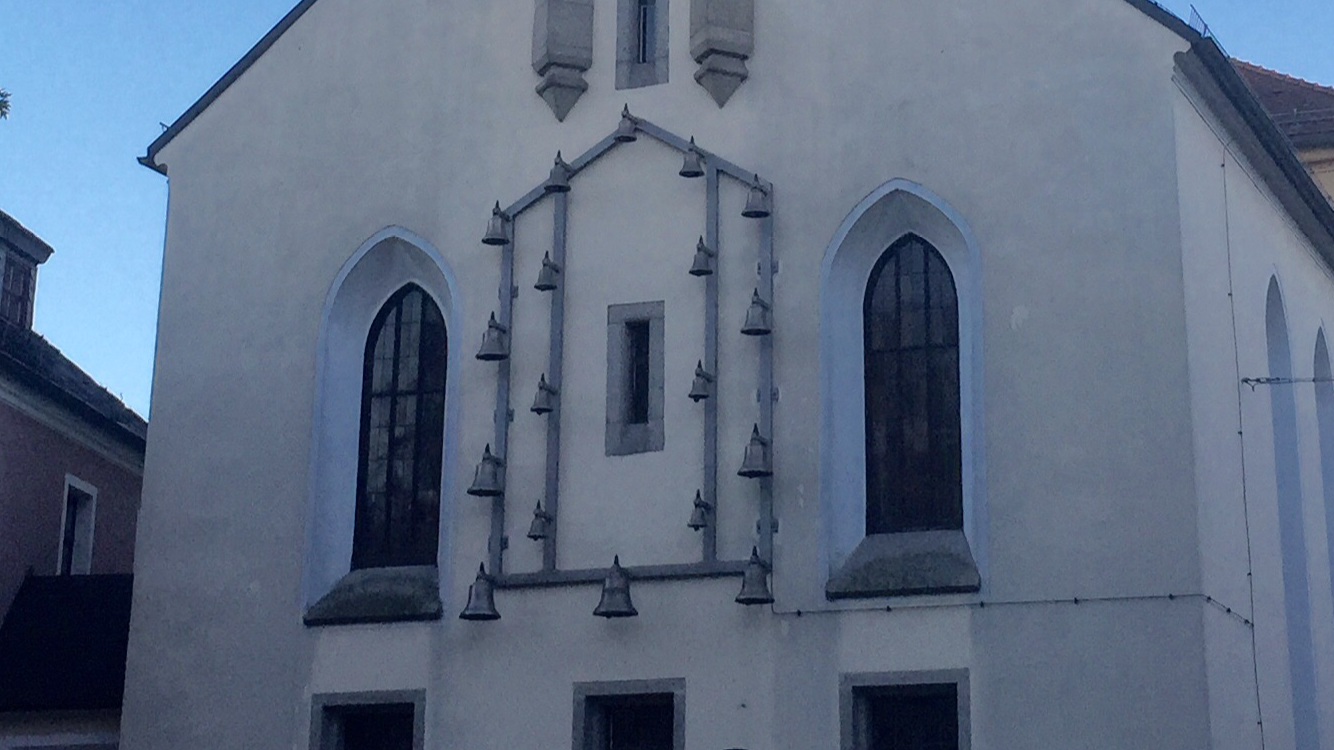
Das Glockenspiel an der Fatimakirche

Das Glockenspiel an der Kirche besteht aus 18 Glocken, welche 53 kg bis 11 kg schwer sind und einen Umfang von 200 × 170 mm bis 418 × 365 mm haben. Das Glockenspiel wurde zum 40-Jährigen Priesterjubiläum des ehemaligen Stadtpfarrers Georg Maria Witt, ausschließlich durch Spenden finanziert, installiert. Die Anfertigung und Montage der Glocken erfolgte von der Turmuhrenfabrik Georg Rauscher aus Regensburg.
Das Glockenspiel spielt vier Mal täglich um 9.05 Uhr, 12.05 Uhr, 18.05 Uhr sowie um 21.55 Uhr. Um 21.55 Uhr erklingt die Melodie der Bayernhymne.